# Libnotes (Laosa) riedelella
Libnotes (Laosa) riedelella is een tweevleugelige uit de familie steltmuggen (Limoniidae). De soort komt voor in het Australaziatisch gebied.